# Кирк Даглас
Кирк Даглас (енгл. Kirk Douglas; Амстердам, Њујорк, 9. децембар 1916 — Беверли Хилс, 5. фебруар 2020), рођен као Исур Данијелович (енгл. Issur Danielovitch; јид. איסור דאַניעלאָוויטש), био је амерички глумац, редитељ и продуцент. Заузео је 17. место на листи највећих мушких глумачких легенди Америчког филмског института. Добитник је Академске Почасне Награде — Оскара, који се додељује за животно дело.

## Биографија
Рођен је као један од шесторо деце у породици јеврејских имиграната из данашње Белорусије. Имао је врло сиромашно детињство; име је променио у Кирк Даглас непосредно пре прикључивања Америчкој морнарици у Другом светском рату. Као дечак је продавао грицкалице да би зарадио довољно новца да купи млеко и хлеб. Касније је био достављач новина; радио је преко 40 послова пре него што је постао глумац. Сам себи је плаћао часове глуме, које је успео да приушти радом на разним пословима; добитник је стипендије Америчке академије драмских уметности која је запазила његов таленат за глуму. Говори језик јидиш. Активно се бави глумом од 1942. год. Женио се два пута; има четири сина, од којих је најпознатији глумац и продуцент Мајкл Даглас. За глуму се заинтересовао још у средњој школи, док је глумио у школским представама. Добитник је награде Златни глобус за улогу Винсента ван Гога, у филму Жудња за животом; навео је да му је та улога била мучно искуство јер је имао исто година колико је имао Винсент ван Гог када је извршио самоубиство. Откупио је права за роман Лет изнад кукавичјег гнезда (енгл. One Flew Over The Cuckoo's Nest), а 1963. је играо главну улогу у представи рађену по том роману. Такође је откупио и права за снимање филма по том роману, а то право је касније уручио свом сину Мајклу Дагласу који је продуцирао тај филм и за исти добио Оскара. Учврстио је имиџ опасног момка улогом у свом осмом филму Шампион, глумећи себичног боксера. Изградио је каријеру глумећи лоше момке. Овај глумац познат је по следећим филмовима у својој богатој каријери: Из прошлости (1947), Шампион (1949), Сензација (1951), Лоши и лепи (1952), Двадесет хиљада миља под морем (1954), Жудња за животом (1956), Стазе славе (1957), Обрачун код О. К. корала (1957), Викинзи (1958), Спартак (1960), Усамљени су храбри (1962), Седам дана у мају (1964), Јунаци Телемарка (1965), Сатурн 3 (1980) и Жестоки момци (1986).
Преминуо је у 104. години живота, 5. фебруара 2020. године (по локалном времену) у Беверли Хилсу, у Калифорнији, САД.
У част његовог 100. рођендана, аутори ТВ серије Државни посао посветили су му епизоду под насловом Крик Наглас. Неколико дана после смрти иста ТВ серија му је посветила и епизоду Исур која представља својеврсни наставак горенаведене епизоде.

## Филмографија
| Улоге Кирка Дагласа |                                   |               |                                                          |          |
| Година              | Српски назив                      | Изворни назив | Улога                                                    | Напомена |
| 1947.               | Чудновата љубав Марте Иверс       |               | Walter O'Neil                                            |          |
| 1947.               | Из прошлости                      |               | Whit Sterling                                            |          |
| 1947.               | Жаљење постаје Електра            |               | Peter Niles                                              |          |
| 1948.               | Ходам сам                         |               | Noll 'Dink' Turner                                       |          |
| 1948.               | Утврђење Јерихона                 |               | Tucker Wedge                                             |          |
| 1949.               | Моја драга секретарице            |               | Owen Waterbury                                           |          |
| 1949.               | Писмо за три жене                 |               | George Phipps                                            |          |
| 1949.               | Шампион                           |               | Michael 'Midge' Kelly                                    |          |
| 1950.               | Младић са трубом                  |               | Rick Martin                                              |          |
| 1950.               | Стаклена менажерија               |               | Jim O'Connor                                             |          |
| 1951.               |                                   |               | Marshal Len Merrick                                      |          |
| 1951.               | Сензација                         |               | Charles 'Chuck' Tatum                                    |          |
| 1951.               | Детективска прича                 |               | Det. James 'Jim' McLeod                                  |          |
| 1952.               | Велико дрвеће                     |               | Jim Fallon                                               |          |
| 1952.               | Велико небо                       |               | Jim Deakins                                              |          |
| 1952.               | Град илузија                      |               | Jonathan Shields                                         |          |
| 1953.               | Прича о три љубави                |               | Pierre Narval (segment "Equilibrium")                    |          |
| 1953.               | Жонглер                           |               | Hans Muller                                              |          |
| 1953.               | Чин љубави                        |               | Robert Teller                                            |          |
| 1954.               | Двадесет хиљада миља под морем    |               | Ned Land                                                 |          |
| 1955.               | Тркачи                            |               | Gino Borgesa                                             |          |
| 1955.               | Улис                              |               | Ulysses                                                  |          |
| 1955.               | Човек без значке                  |               | Dempsey Rae                                              |          |
| 1955.               | Индијски борац                    |               | Johnny Hawks                                             |          |
| 1956.               | Жудња за животом                  |               | Vincent Van Gogh                                         |          |
| 1957.               | Врхунска тајна афера              |               | Maj. Gen. Melville Goodwin                               |          |
| 1957.               | Обрачун код ОК корала             |               | Dr. John 'Doc' Holliday                                  |          |
| 1957.               | Стазе славе                       |               | Col. Dax                                                 |          |
| 1958.               | Викинзи                           |               | Einar                                                    |          |
| 1959.               | Последњи воз из Ган Хила          |               | Marshal Matt Morgan                                      |          |
| 1959.               | Ђавоља дисциплина                 |               | Richard 'Dick' Dudgeon                                   |          |
| 1960.               | Били смо странци кад смо се срели |               | Larry Coe                                                |          |
| 1960.               | Спартак                           |               | Спартак                                                  |          |
| 1961.               | Град без сажаљења                 |               | Maj. Steve Garrett                                       |          |
| 1961.               | Последњи залазак сунца            |               | Brendan O'Malley                                         |          |
| 1962.               | Усамљени су храбри                |               | John W. "Jack" Burns                                     |          |
| 1962.               | Две недеље у другом граду         |               | Jack Andrus                                              |          |
| 1963.               | Удица                             |               | Sgt. P.J. Briscoe                                        |          |
| 1963.               | Листа гласника Адријана           |               | George Brougham/Vicar Atlee/Mr. Pythian/Arthur Henderson |          |
| 1963.               | Љубав или новац                   |               | Donald Kenneth 'Deke' Gentry                             |          |
| 1964.               | Седам дана у мају                 |               | Col. Martin 'Jiggs' Casey                                |          |
| 1965.               | На Хармовом путу                  |               | Paul Eddington                                           |          |
| 1965.               | Хероји Телемарка                  |               | Dr. Rolf Pedersen                                        |          |
| 1966.               | Пад џиновске сенке                |               | Col. David 'Mickey' Marcus                               |          |
| 1966.               |                                   |               | Gen. George S. Patton Jr.                                |          |
| 1967.               | Западно                           |               | Sen. William J. Tadlock                                  |          |
| 1967.               | Ратни вагон                       |               | Lomax                                                    |          |
| 1968.               | Диван начин да се умре            |               | Jim Schuyler                                             |          |
| 1968.               | Братство                          |               | Frank Ginetta                                            |          |
| 1969.               | Аранжман                          |               | Eddie Anderson                                           |          |
| 1970.               | Непоштен човек                    |               | Paris Pitman, Jr.                                        |          |
| 1971.               | Ухватити шпијуна                  |               | Andrej                                                   |          |
| 1971.               | Светлост на крају света           |               | Will Denton                                              |          |
| 1971.               | Обрачун                           |               | Will Tenneray                                            |          |
| 1972.               | Посебан Лондон, посебан мост      |               | The Indian Fighter                                       |          |
| 1972.               | Човек од поштовања                |               | Steve Wallace                                            |          |
| 1973.               | Др Џекил и господин Хајд          |               | Dr. Jekyll/Mr. Hyde                                      |          |
| 1973.               | Скалаваг                          | Scalawag      | Peg                                                      |          |
| 1974.               | Плашљивац                         |               | George Anderson                                          |          |
| 1975.               |                                   |               | Mike Wayne                                               |          |
| 1975.               | Потера                            |               | Howard Nightingale                                       |          |
| 1976.               | Победа код Ентебеа                |               | Hershel Vilnofsky                                        |          |
| 1977.               | Холокауст                         |               | Robert Caine                                             |          |
| 1978.               | Фурија                            |               | Peter Sandza                                             |          |
| 1979.               | Зликовац                          |               | Cactus Jack                                              |          |
| 1980.               | Сатурн 3                          |               | Adam                                                     |          |
| 1980.               | Кућни филмови                     |               | Dr. Tuttle 'The Maestro'                                 |          |
| 1980.               | Коначно одбројавање               |               | капетан Метју Јиланд                                     |          |
| 1982.               | Човек из Сноуви Ривера            |               | Harrison/Spur                                            |          |
| 1982.               | Љубавна сећања                    |               | Joe Rabin                                                |          |
| 1983.               |                                   |               | Carl 'Buster' Marzack                                    |          |
| 1984.               | Цртеж                             |               | Harry H. Holland aka Handsome Harry Holland              |          |
| 1985.               |                                   |               | Amos Lasher                                              |          |
| 1986.               | Жестоки момци                     |               | Archie Long                                              |          |
| 1987.               |                                   |               | David Konig                                              |          |
| 1988.               | Наследство ветра                  |               | Matthew Harrison Brady                                   |          |
| 1991.               | Две укрштене приче                |               | General (segment "Yellow")                               |          |
| 1991.               | Оскар                             |               | Eduardo Provolone                                        |          |
| 1991.               | Вераз                             |               | Quentin                                                  |          |
| 1992.               | Тајна                             |               | Grandpa Mike Dunmore                                     |          |
| 1994.               | Похлепан                          |               | Uncle Joe McTeague                                       |          |
| 1994.               | Одведи ме поново кући             |               | Ed Reece                                                 |          |
| 1999.               | Дијаманти                         |               | Harry Agensky                                            |          |
| 2003.               |                                   |               | Mitchell Gromberg                                        |          |
| 2004.               | Илузија                           |               | Donal Baines                                             |          |